# ラン・ローラ・ラン
『ラン・ローラ・ラン』 （独: Lola rennt、英: Run Lola Run）は、1998年製作のドイツ映画である。トム・ティクヴァ監督。1999年サンダンス映画祭ワールドシネマ観客賞受賞。スティーヴン・ジェイ・シュナイダーの『死ぬまでに観たい映画1001本』に掲載されている。

## 概要
恋人のマニの窮状を救うため、20分で10万マルクを用意しなければいけなくなったローラ。ベルリンを駆け抜けるローラを、テクノポップにのせて3パターンのストーリーで描く。まるでゲームのように、上手くいかなかったら初めからやり直すというストーリー仕立てになっている。同じ時間を何度も繰り返すリフレイン・プレイヤーを描いたとの見方もあるが、このリフレインに関する理論的な説明は一切ない。また、アニメなど様々な映像手法が使われている。
3回のトライは、大失敗、問題はあるが惜しい失敗、成功、というパターンだが、細かいピースの歯車が次第にあってくる点のほかに、(金の入手手段など)どんどん展開が破天荒になってくる趣向にもなっている。
赤い染料は水で洗っただけでも色が微妙に変わってしまうため、ローラ役のために髪の毛を真っ赤に染めたフランカ・ポテンテは、7週間ほどの撮影期間中に頭を洗えなかったという。

## ストーリー
ベルリンに住む若い女性ローラ（フランカ・ポテンテ）とその恋人マニ（モーリッツ・ブライプトロイ）を中心に展開する。マニは小さなギャングの使い走りで、ボスのロニーから10万ドイツマルクを運ぶ仕事を任されている。しかし、マニは地下鉄でその大金を入れたバッグを置き忘れてしまい、ホームレスに持ち去られてしまいう。ロニーは20分後に金を回収する約束をしており、もし金がなければマニは殺される危険にさらされる。マニは絶望の中、ローラに電話をかけ、20分以内に10万マルクを用意してほしいと助けを求めます。ローラは恋人を救うため、ベルリンの街を全力疾走しながら金をかき集める方法を模索する。物語は、この20分間を3つの異なる「シナリオ」で描き、それぞれの選択や偶然が異なる結果をもたらす。
最初のパターン：車もないローラは父親の働くドイツ外為銀行まで走って行く。父親から金を借りようとするが拒否され、その上に父親から家を出て行くと言われてしまう。仕方なくそのままマニとの待ち合わせ場所まで行くが約束の時間に間に合わず、マニはすでにスーパーに押し入っていたため、マニに加担することに。二人は金を奪って逃走するも警官に包囲され、その後ローラは警官のミスで胸を撃たれてしまう。大失敗だった。
2番目のパターン：序盤は最初のパターンとほぼ同じだが、銀行に着いたあととある経緯から父親を脅して10万マルクを強奪する。銀行の外で警官隊と鉢合わせするが、奇跡的に脱出した人質と勘違いされて保護され、現場から離れることに成功する。ローラは待ち合わせに間に合いマニの強盗を止めるが、今度はマニが車に撥ねられ、任務完了目前でまたも失敗に終わる。
最後のパターン：最初のパターンと同じように父親の銀行にたどり着くが、父親は知り合いのマイヤーの車に乗って去ってしまう。再び走り出したローラはカジノを見つけ、所持金をはたいて100マルクのチップを1枚買い、入場する。ローラはルーレットの同じ番号に2回続けて賭けてなんと2度とも見事に当てるが残り時間はあとわずか。10万マルク以上の大金を手に待ち合わせ場所へ一目散。一方マニは袋を置き引きしたホームレスの男を偶然に目撃し、何とか追いついて金を取り戻す。無事依頼主に金を返したマニは、カジノで手に入れた大金を持ったローラと再会する。三度目の正直で任務完了。

## キャスト
※括弧内は日本語吹替
- ローラ - フランカ・ポテンテ（本田貴子）
- マニ - モーリッツ・ブライプトロイ（川島得愛）
- ローラの父親 - ヘルベルト・クナウプ（池田勝）
- ユッタ・ハンゼン - ニーナ・ペトリ（宮寺智子）
- 警備員 - アーミン・ローデ（金尾哲夫）
- ホームレス - ヨアヒム・クロール（稲葉実）
- マイヤー - ルドガー・ピストール
- ロニー - ハイノ・フェルヒ
- 盲目の女性 - モニカ・ブライプトロイ

## 影響
本作の「3つの異なる可能性を見せる」構成は、1987年公開のクシシュトフ・キェシロフスキ監督の映画『偶然』の影響を非常に強く受けている。どちらの作品も、出来事の結果が一瞬の判断やタイミングに左右される点で共通している。キェシロフスキを崇拝するトム・ティクヴァは、社会主義時代のポーランドで長年上映が禁止されていたこの映画の基本構造をテンプレートとして使用した。なお、キェシロフスキの死後、トム・ティクヴァは彼の遺作として構想されていた映画『ヘヴン』の監督を引き継いでいる。
また、『ラン・ローラ・ラン』にはアルフレッド・ヒッチコックの映画『めまい』（1958年）への言及が随所に見られる。たとえば、マニが電話をかける公衆電話の背後にある「スピラーレ」バー、ローラが駆け下りる螺旋階段、そして赤い部屋のシーンで見られる渦巻き模様のベッドシーツなど、螺旋のイメージが繰り返し登場する。さらに、カジノのルーレット台の背後に飾られた女性の後ろ姿の肖像画も『めまい』に登場するキム・ノヴァクの有名なショットを参照しており、これは監督ティクヴァが壁の空白を嫌って、美術監督アレクサンダー・マナッセに依頼して描かせたものである。マナッセはノヴァクの顔を正確に思い出せなかったため、彼女の後頭部の印象的なショットを15分ほどで描き上げた。
偶然にも、同じ1998年に公開された映画『スライディング・ドア』も、些細な選択によって分岐する2つの時間軸を描いており、主人公が地下鉄に乗り遅れるか否かという小さな違いから、物語が大きく変化していく構成を取っている。

## 評価
批評家集積サイトの Rotten Tomatoesは、93件のレビューに基づき、批評家の94%がこの映画に好意的な評価を与え、平均評価は10点満点中7.70点だったと報告している。同サイトの批評家の総意は、「ジャン＝ポール・サルトルの作品よりも楽しいこの映画のエネルギーは、魅力的なラブストーリーと真に人間的な演技を基盤としながら、一連の「もしも」の展開と血を揺さぶるサウンドトラックを提供している」となっている。  Metacriticでは、この映画は31件のレビューに基づいて100点満点中79点の平均スコアを獲得しており、「概ね好意的なレビュー」を得ている。

## トリビア

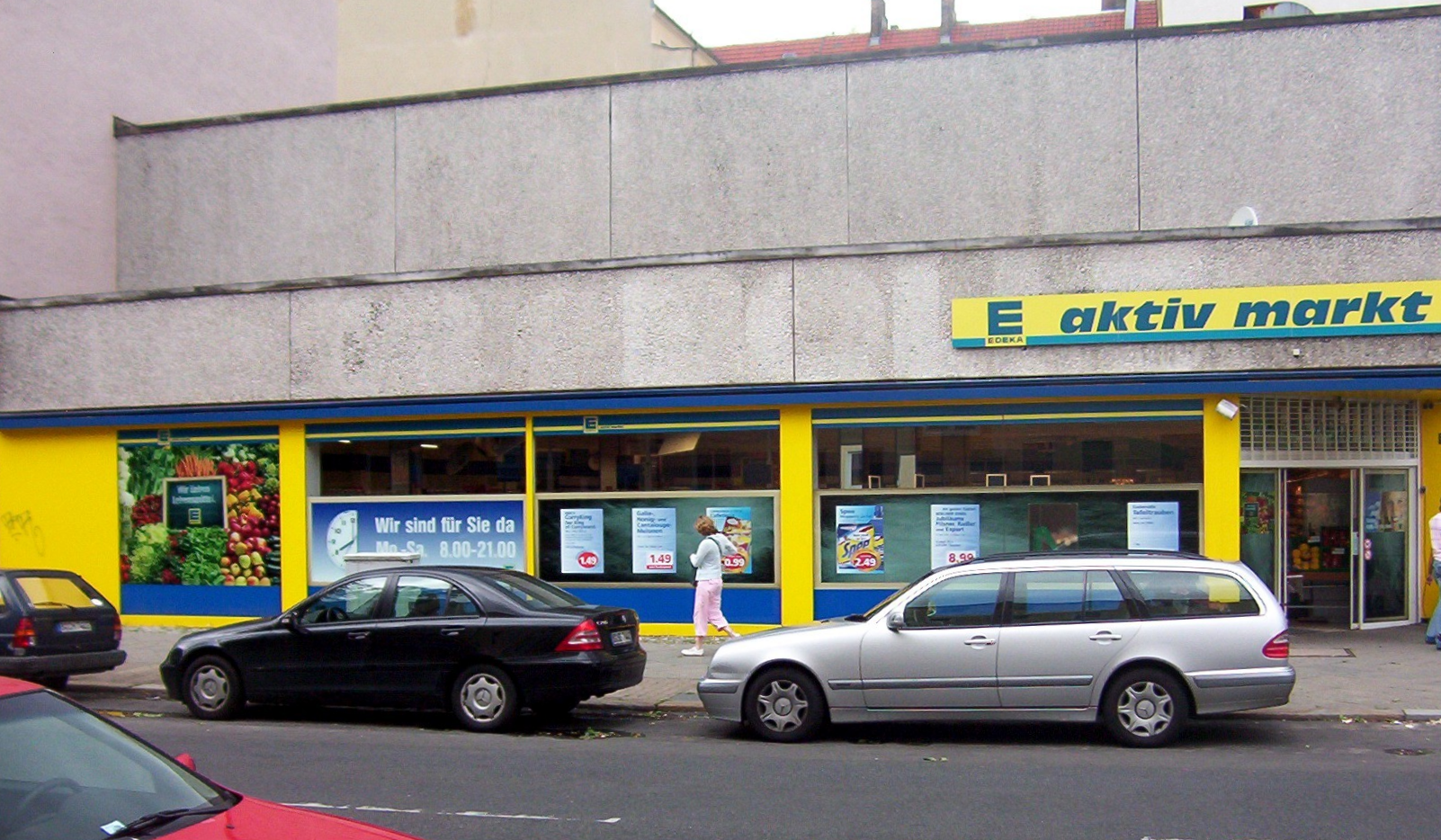
撮影に使われたスーパーマーケット

スーパーマーケットのシーンは、ベルリン・シャルロッテンブルク区の住宅地にある本物のスーパーマーケットを借りて撮影された。最寄駅は地下鉄のミーレンドルフプラッツ駅。

## BGM
劇中で使用されるBGM「Running One」（サントラ3曲目に収録）のテーマの一部を抜粋した編曲版が、フジテレビのバラエティ番組「run for money 逃走中」でのハンターが逃走者を追う場面で使用されている。